# Nurmes
Nurmes [ˈnurmɛs] ist eine Stadt im Osten Finnlands mit 9243 Einwohnern (Stand 31. Dezember 2022). Sie liegt in der Landschaft Nordkarelien am Nordende des Pielinen-Sees. Nurmes grenzt im Osten an Lieksa, im Süden an Juuka, im Westen an Rautavaara und im Norden an Sotkamo und Kuhmo. Die nächsten größeren Städte (alle ca. 120 km entfernt) sind Kajaani im Norden, Joensuu im Süden und Kuopio im Südwesten.

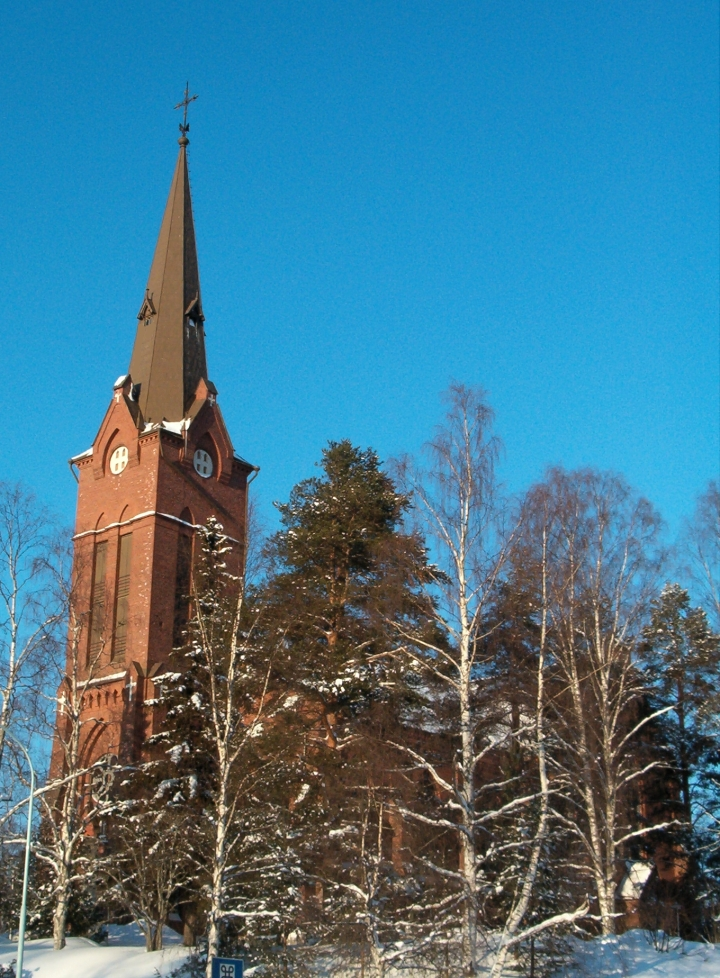
Kirche von Nurmes

Das Stadtzentrum von Nurmes liegt auf einem schmalen Hügelrücken zwischen den Seen Pielinen und Nurmesjärvi. Die Puu-Nurmes („Holz-Nurmes“) genannte Altstadt mit ihren Birkenalleen und den malerischen Holzhäusern aus dem 19. und frühen 20. Jahrhundert ist ein kulturgeschichtlich wertvolles Ensemble. Die neogotische Ziegelsteinkirche von Nurmes wurde 1896 fertiggestellt. Unmittelbar an das Zentrum schließt sich der Stadtteil Porokylä an. Daneben umfasst das weitläufige Stadtgebiet von Nurmes die Dörfer Höljäkkä, Jokikylä, Jänislehto, Kuikkavaara, Kuohatti, Kynsisaari, Lipinlahti, Mujejärvi, Palojärvi, Petäiskylä, Porosaari, Salmenkylä, Salmi, Saramo, Savikylä, Särkivaara und Ylikylä.
Eine bekannte Sehenswürdigkeit von Nurmes ist das Bomba-Haus an der Landstraße rund 2 km südlich des Zentrums. Es handelt sich um ein rekonstruiertes karelisches Dorf. Die Blockhäuser wurden zwischen 1976 und 1981 nach dem Vorbild eines Bauernhofes in Suojärvi im heute russischen Teil Kareliens erbaut. Das Hauptgebäude beherbergt ein Restaurant, in den anderen Häusern befinden sich Unterkunftsmöglichkeiten für Touristen.
Die erste urkundliche Erwähnung von Nurmes stammt aus dem Jahr 1556. Ursprünglich war die Bevölkerung orthodoxen Glaubens, aber nachdem das Gebiet 1617 unter schwedische Herrschaft kam, wanderten viele orthodoxe Bewohner nach Russland aus. 1651 wurde in Nurmes eine evangelisch-lutherische Kapelle gegründet. 1810 wurde Nurmes zu einer eigenen Gemeinde, von der sich 1910 Valtimo abspaltete. 1873 gründete der russische Zar Alexander II. die Stadt Nurmes. 1973 wurde die Stadt mit der Landgemeinde Nurmes vereinigt. Die meisten Einwohner hatte Nurmes im Jahr 1960 mit 14.990, seitdem ist die Einwohnerzahl stetig sinkend. Am 1. Januar 2020 wurde Valtimo wieder in die Stadt Nurmes eingemeindet.
Nurmes unterhält Städtepartnerschaften mit Laholm (Schweden), Møn (Dänemark), Ørsta, Volda (beide Norwegen) und Segescha (Russland).

## Söhne und Töchter
- Pekka Juhani Hannikainen (1854–1924), Komponist
- Ilkka Laitinen (1962–2019), Grenzschutzoffizier
- Urho Peltonen (1893–1950), Speerwerfer
- Juha Holopainen (* 1970), Freestyle-Skier
- Olli Soikkeli (* 1991), Jazzmusiker